# Yazep Sajytch
Yazep Sajytch (en biélorusse Язэп Сажыч, transcription nationale Jazep Sažyč), parfois francisé en Joseph Sajytch, né le 5 septembre 1917 à Gorodetchno, dans l'ouïezd de Kobrinski (ru) (gouvernement de Grodno, Empire russe ; aujourd'hui Haradzietchna (pl), dans le raïon de Navahroudak en Biélorussie) et mort le 19 novembre 2007 à Détroit, dans le Michigan, est un homme politique et commandant militaire biélorusse. Il est le président de la République populaire biélorusse (le régime biélorusse en exil depuis 1919) de 1982 à 1997.

## Biographie
Sajytch est diplômé d'une école secondaire à Navahroudak. Après il avoir obtenu son diplôme d'une école polonaise de formation militaire Sažyč devenu officier non commandé. En 1941 il a sauvé pour établir les formations collaborationnistes biélorussiens en ouest de la Belarus. De 1942 à 1943 Sajytch était lieutenant dans une Compagnie du bataillon biélorussien de protection ferroviaire. De 1943 à 1944 il était Agent de propagande dans cette bataillon. Depuis mars 1944, Sajytch est un officier de la Défense du territoire biélorusse. En juin 1944 il est allé en Allemagne, où il était politiquement actif. De 1982 à 1997 il était le président de la République populaire biélorusse en exil.